# 生ぜしもひとりなり死するもひとりなり
生ぜしもひとりなり死するもひとりなり（しょうぜじもひとりなりしするもひとりなり）は、一遍によって残された言葉。

## 概要
『一遍上人語録』に収められている言葉である。人間というのは、生まれてくるときも死ぬときも一人であるということである。人生においては家庭を持っていて人々に囲まれているように見えていても、本当は一人であるということである。そして一緒に死ぬ人はいないで死ぬときも一人ということである。
一遍が生ぜしもひとりなり死するもひとりなりを述べているときに、空也の捨ててこそを金言であると評している。一遍が生ぜしもひとりなり死するもひとりなりという自身で選び取った生き方からも、空也の捨ててこそを強く意識するようになった境地であった。このような述懐の基底には独一という捉え方があった。こうして一遍は全てを捨てて死に臨むという生き方を望むようになった。そして手持ちの書籍を全て焼き捨ててしまった。
瀬戸内寂聴はこの言葉が一番好きな言葉であると述べている。人間の根底には孤独は寂しいという気持ちがあり、本能的に分かってほしいや分かり合いたいと思う願望を持っているものの、人間というのは孤独であり、怖いものは何も無いということを知ることができたならば、気持ちは楽になるとのことである。
伊藤比呂美は、死を恐れて目を背けるのではなく、死についての興味を持ってほしいとしている。自分が死ぬときはどんな状況であるのかを具体的に考えることであるとして、そのためのポイントが一遍の「生ぜしもひとりなり死するもひとりなり」であるとしている。自分が死ぬときには兄弟も友達も死んでおり、子供に看てもらおうなどとは思わずに、一人で老いて死に向かっていくことを想定して考えるということであり、その時に仏教の知識が助けになるかもしれないとしている。